# Jean L'Herminier
Pour les articles homonymes, voir L'Herminier.
Jean L'Herminier, né le 25 janvier 1902 à Fort-de-France, mort le 7 juin 1953 à Paris, est un officier de marine français, connu pour avoir commandé le sous-marin Casabianca lors de son évasion de Toulon pendant le sabordage de la flotte française et pour les missions vers la Corse et son action lors du débarquement des troupes à Ajaccio.

## Biographie

### Famille et formation
Jean L'Herminier naît le 25 janvier 1902 à Fort-de-France. Il est le fils de Ferdinand et de Jeanne née Périer d'Hauterive. Il a une sœur aînée Marthe. Lors de l'éruption de la montagne Pelée leur père, médecin colonial, envoie en métropole son épouse et ses deux enfants et part pour Saint-Pierre pour porter secours. Au gré des affectations, la famille se déplace ensuite en Afrique et en Nouvelle-Calédonie où sa deuxième sœur, Jeanne L'Herminier, naîtra le 15 octobre 1907. C'est aussi à Nouméa que sa mère meurt à 28 ans d'une embolie quelques jours après la naissance de Jeanne. Le docteur l'Herminier rentre en métropole avec ses enfants et le corps de son épouse. Après les funérailles il confie Jeanne à la sœur aînée de son épouse et Jean et Marthe à la deuxième sœur dont le mari enseigne à l'École navale et habite au bord de l'Élorn. Les trois enfants se retrouveront là pour les vacances. Le docteur repart pour l'Éthiopie où il passe trois ans.
Il fait ses études au Collège Stanislas de Paris puis au collège Saint-Charles de Saint-Brieuc. Sa sœur Marthe meurt le 23 mars 1918 des suites de la typhoïde. Trop sûr de lui, il rate le concours d'entrée à l'école navale et doit faire une année supplémentaire au lycée Saint-Louis. En fin d'année scolaire il réussit son concours d'entrée à l'Ecole navale bien  qu'il ait souffert des oreillons lors de l'épreuve écrite.

## Carrière
Il entre donc à l’École navale en 1921. Il en sort au treizième rang et embarque sur la Jeanne d'Arc pour la croisière d'application. A l'issue de la croisière d'application, son classement pâtit de son caractère fantaisiste et de ses écarts de conduite. Il est classé dix-septième, un rang qui limite le choix de son affectation. Il se résout à choisir Toulon ou il embarque sur le cuirassé Provence.
En avril 1925, vingt cinq enseignes de vaisseau de 2e classe dont L'Herminier et Honoré d'Estienne d'Orves embarquent sur le Jules Michelet juste réarmé pour être le navire amiral des forces navales en Extrême-Orient. Jean est affecté au "service électricité" de ce navire ancien, à l'installation électrique dépassée qui lui fait dire : "l'électricité, c'est bien simple : le courant part du plus pour arriver au moins. C'est vrai partout, sauf sur Le Michelet où le courant part du plus pour se perdre dans la nature...".
Son poste de combat est celui de chef d'une tourelle double de 190 mm à l'avant. À l'arrivée à Saïgon, alors qu'il est parvenu à ce que la tourelle fonctionne à peu près bien, il est désigné pour remplacer le second de la compagnie de débarquement qui, malade, rentre en métropole. Pendant l'escale de Shanghai il commande un détachement de quatre vingt marins détachés à Hankou, sur le vapeur Tse Tha. Le Michelet fait escale à Qingdao, en même temps que huit sous-marins américains de type S. L'Herminier est invité à bord de l'un d'eux pour des sorties avec plongées et exercices d'attaque. En février 1927 il quitte Le Michelet et rentre en France comme passager sur le paquebot Athos II.
Entre l'attrait ressenti pour les sous-marins américains et la crainte que son passage comme officier d'une compagnie de débarquement ne le fasse désigner pour l'école des officiers fusiliers marins, lui qui a toujours détesté la marche à pied, il demande à suivre l'école de navigation sous-marine. Il y est admis pour le cours de l'hiver 1927-1928. À sa sortie de cours, il est demandé par le capitaine de corvette Benech commandant le Souffleur qu'il surnommera rapidement "Chou fleur". En janvier 1929, Le Souffleur est immobilisé à la suite d'une avarie et L'Herminier est débarqué. Pour éviter à nouveau les fusiliers marins, il demande à suivre le cours d'officier torpilleur- électricien ce qui est fait entre mai et novembre 1929. Faute de poste sur un sous-marin à sa sortie du cours, il demande à être affecté sur le torpilleur  Foudroyant, en cours d'achèvement à Bordeaux. En octobre, avant même que ses essais soient terminés, L'Herminier est désigné pour le "centre d'études de torpilles d'aviation" nouvellement créé à Saint-Raphaël. Avec ses protestations et celles de son commandant, il obtient un délai jusqu'à la fin de l'année.
De Saint-Raphaël, il est rapidement affecté à la base d'hydravions de Berre ou il veille aux préparations et à la fourniture des torpilles de deux escadrilles de Farman F.168.
En septembre 1931, il est nommé officier en second du sous-marin de 1 500 tonnes Persée, qu'il surnomme "la Passoire". Ce sous-marin est en cours d'achèvement au chantier de Blainville.
Le 23 septembre 1932, lors d'essais à pleine puissance les vapeurs d'huile des carters des diesels explosent au contact de deux engrenages en acier et bronze échauffés anormalement. Deux hommes sont tués sur le coup et une quarantaine d'autres sont blessés dont L'Herminier. Sa conduite remarquable lors de l'accident lui vaut la Légion d’Honneur. En novembre 1933 Le Persée est réparé et réussit ses essais à pleine puissance.
En 1934, il reçoit son premier commandement, le sous-marin de 600 tonnes tout juste armé, l'Orphée. Il est désigné à l'automne 1936 pour commander le sous-marin de 1 200 tonnes Morse , qui devient pour lui le "Morse sans phrase". Ce sous-marin termine sa modernisation à Saint-Nazaire et sera basé à Bizerte. Pendant ce commandement, il se présente au concours de l'école de guerre. Si l'écrit est bon il doit faire un exposé oral dont le thème est Étienne Eustache Bruix, sujet sur lequel il n'a que quelques notions. Après avoir délayé ses connaissances et se rendant compte de l'impasse, il saborde son épreuve d'une phrase : "En somme, beaucoup de Bruix pour rien !" Il n'est évidemment pas reçu.
Après deux commandements de sous-marins, il est d'usage à l'époque, de faire revenir les officiers sous-mariniers sur un bâtiment de surface. En septembre 1938, il est affecté à bord du croiseur de 7.600 tonnes  Montcalm où il sert comme officier de manœuvre.

### Début de la Seconde Guerre mondiale
À bord du croiseur de 7 600 tonnes Montcalm, en mai 1940, Jean L'Herminier participe à l’évacuation de Namsos, en Norvège.
Le 4 juillet 1940 Le Montcalm est à Alger avec d'autres croiseurs alors que les anglais arrivent devant Mers el-Kébir. Croiseurs et contre-torpilleurs foncent à la rescousse ; un ordre les envoie vers Toulon. Trois croiseurs, La Gloire, Le Gorges Leygues et Le Montcalm, sont envoyés à Dakar rejoindre le Cuirassé Richelieu torpillé le 8 juillet pour contrer une probable attaque anglaise. Seuls deux croiseurs le Georges Leygues et le Montcalm rejoignent Dakar. La Gloire en avarie de machine fera escale à Casablanca.
Entre le 23 et le 25 septembre 1940, il participe à la bataille de Dakar contre l'opération Menace menée par les Britanniques et les Français libres. Le Richelieu qui a reçu une torpille dans les hélices doit combattre à quai ce qui empêche toute sortie en force de l'escadre française, la flotte anglaise étant nettement plus puissante. Les croiseurs restent donc dans la rade de Dakar navigant dans tous les sens en modifiant sans cesse leurs vitesses pour dérégler le tir anglais. Les bâtiments français étant parfois encadrés par les énormes gerbes des obus de 380 mm. La rade de Dakar y gagne d'être surnommée le "ratodrome" par L'Herminier. Le salut vient après trois jours, quand le sous-marin Bévéziers commandé par le capitaine de corvette Lancelot se glisse hors du port et tire quatre torpilles sur le cuirassé HMS Resolution qui, gravement endommagé, rompt le combat. La Royal Navy est contrainte de se retirer.
L'Herminier, hospitalisé à Philadelphie en 1945, commençait parfois le récit de "sa" guerre que lui demandaient ses visiteurs américains, par le récit des combats de Dakar en expliquant à sa sœur, scandalisée par ce manque de tact : "il faut leur expliquer que, quelle que soit la sympathie que l'on a pour quelqu'un, on ne la lui manifestera pas s'il s'annonce en vous tapant dessus". Il expliquait aussi : "l'ennemi est celui qui est à l'autre bout des trajectoires des obus". Arrivé au terme de ses deux années d'embarquement il aurait dû être affecté soit en métropole, soit en Afrique du Nord. Apprenant le débarquement pour raison médicale du commandant du sous-marin de 1 500 tonnes Sidi-Ferruch, Jean L'Herminier met toute son énergie pour convaincre ses supérieurs que la désignation d'un officier déjà sur place est logique. Il a gain de cause et en novembre 1940, il prend le commandement du Sidi-Ferruch, qu'il surnomme : "le Farouche"..
À Dakar, les sous-marins se relaient pour passer la journée en plongée devant le port, pour être paré en cas de nouvelle attaque. Après avoir prolongé le séjour du Sidi-Ferruch à Dakar pour remplacer le Sfax coulé en venant le relever, il arrive finalement à Casablanca le 9 mai 1941 puis navigue vers Toulon ou il est placé en gardiennage d'armistice : des pièces essentielles du bateau sont démontées et l'équipage est réduit et habillé en civil, jusqu'en mars 1942 où il passe en groupe de relève et part pour Madagascar. Les premiers symptômes de son Artérite se manifestent et il est hospitalisé. Malgré ses protestations de bonne santé, il est remplacé à son commandement par le capitaine de corvette Laroze commandant du Casabianca toujours en gardiennage d'armistice pour encore quelques mois, ce qui laisse  à L'Herminier le temps de se rétablir.

### Commandant duCasabianca
Rétabli, il est désigné pour commander le Casabianca, un autre 1 500 tonnes, basé à Toulon.
Le 27 novembre 1942, lorsque les troupes allemandes font irruption dans le port de Toulon, Le Casabianca est « de relève », donc disponible au personnel et au matériel, contrairement aux unités « en gardiennage d'armistice ». Les bâtiments de combat de surface qui chauffent au mazout sont « bas les feux » et ne sont pas en mesure d'appareiller immédiatement : ils seront l'objet de l'opération de sabordage de la flotte menée pour ne pas les livrer intacts à l'occupant allemand.
En revanche, les sous-marins, propulsés par des moteurs électriques et Diesel, peuvent appareiller pratiquement sans délai aux moteurs électriques. Plusieurs commandants de sous-marins opérationnels s'entendent pour appareiller à la première alerte. Le Casabianca, est accosté en face de la sortie de la darse du Morillon, ses amarres, lestées pour couler aussitôt, sont passées dans des crocs de remorquage ce qui permet de les larguer instantanément sans risquer de marins sur un pont pouvant être balayé par des tirs allemands ; un vieux chaland a été interposé entre l'appontement et le sous-marin pour simplifier la manœuvre et protéger ballasts et barres de plongée. Le gyrocompas qui demande plusieurs heures de fonctionnement avant de donner des indications fiables est déjà lancé. La majeure partie de l'équipage est à bord à l'exception de quelques gradés plus âgés autorisés à coucher à terre.
À cinq heures du matin le quartier-maitre de quart à la coupée déclenche le klaxon d'alerte : les Allemands envahissent le port. Le Casabianca appareille très vite, juste devancé par le Vénus, un 600 tonnes à l'inertie bien plus faible. Le Vénus enfonce la panne fermant la darse du Mourillon, y accroche une barre de plongée et s'immobilise. Le Casabianca a quand même la place de passer il vire à gauche et longe la jetée du Mourillon encore vide d'Allemands. Il est retardé par le temps nécessaire au remorqueur le Dardennes pour ouvrir le filet anti sous-marins qui le sépare de la grand rade. Il franchit encore une estacade anti-vedette juste ouverte par le remorqueur Gapeau et plonge aussitôt. Les mines magnétiques mouillées par les avions allemands explosent, vraisemblablement au contact de filets anti sous marins sans qu'aucun des sous-marins en train d'appareiller ne soit touché.
Après avoir attendu au large soit des ordres soit des ralliements, en accord avec ses officiers et son équipage qui veulent reprendre le combat avec les Alliés, il décide de faire route sur Alger le 28 novembre à 2 heures du matin. Arrivé près des côtes algériennes, dépourvu des codes de reconnaissance des Alliés, il est inquiété par un destroyer de la Royal Navy au moment où il fait surface, avant de se faire reconnaître. 
Sur les cinq sous-marins qui ont échappé au sabordage avec le Casabianca, deux autres, le Glorieux et le Marsouin vont continuer la lutte aux côtés des Alliés. Le Vénus est  sabordé en eau profonde. L'Iris, à court de gazole, se réfugie en Espagne où il sera interné.
C'est à cette époque que sa sœur Jeanne L'Herminier entre dans la Résistance.

### La libération de la Corse
À Alger, le Casabianca est affecté aux Services spéciaux de la Défense nationale. Il est placé en appui de l'Opération Pearl Harbour, chargée de coordonner les premiers réseaux de résistance en Corse en vue d'un débarquement de troupes françaises. Il assure le soutien logistique permanent de ses quatre premiers agents (Toussaint et Pierre Griffi, Laurent Preziosi et Roger de Saule), notamment le ravitaillement des maquis en armes, puis du commandant Paulin Colonna d'Istria, chargé de la coordination militaire de la résistance pour le débarquement des forces spéciales.
Jean L'Herminier est ainsi l'un des grands artisans de la libération de la Corse. Le 13 septembre 1943, il débarque les premiers soldats français, 109 hommes du bataillon de Choc, à Ajaccio, première ville libérée de France métropolitaine. La libération de la Corse s'achève le 4 octobre 1943 par la libération de Bastia.

### L'après-guerre
Promu capitaine de frégate en août 1943, Jean L'Herminier, qui a refusé, malgré la grave thrombose dont il était atteint, de quitter son commandement avant la libération de la Corse. Il subit l'amputation des deux jambes. Capitaine de vaisseau en décembre 1945, soigné aux États-Unis d'août 1944 à juillet 1946, il reste maintenu en activité à titre exceptionnel et représente la Marine au Comité d'administration de l'Office national des anciens combattants (ONAC).
Jean L'Herminier a écrit deux livres de souvenirs : Casabianca et Entre ciel et mer.
Il meurt à Paris le 7 juin 1953, âgé de seulement de 51 ans. Il est inhumé à Paris dans le cimetière des Batignolles (17e division).

## Décorations
- Grand-croix de la Légion d'honneur[20].
- Croix de guerre 1939-1945 avec 7 citations (5 palmes et 2 étoiles).
- Ordre du Service distingué, 1945
- Croix des services militaires volontaires, 1950[21]
- Médaille des évadés, 1952
- Médaille coloniale[22]

## Hommages

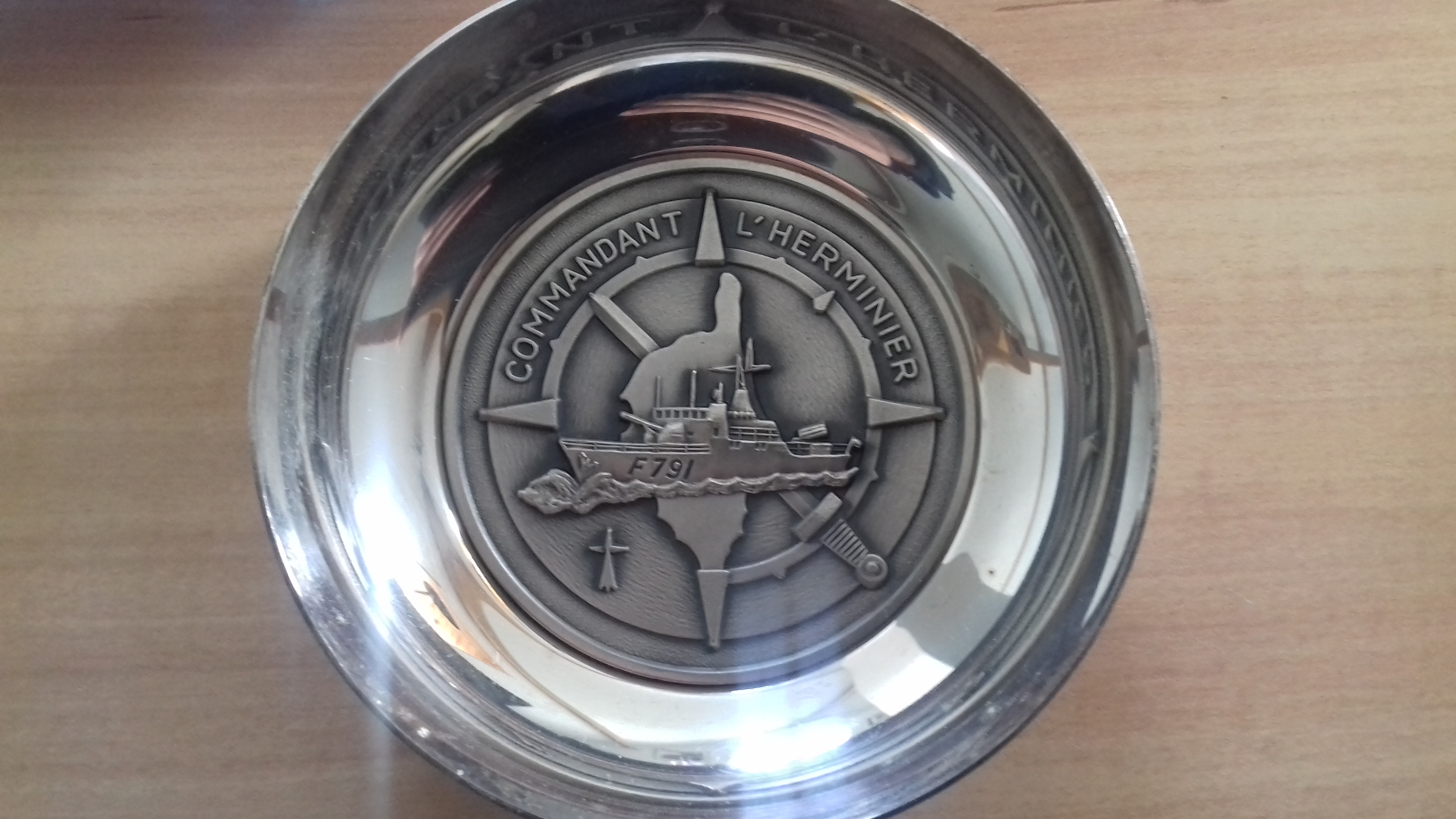

- Un aviso de la Marine française portait son nom : Commandant L'Herminier (désarmé en 2019).
- Deux canots de sauvetage de la Société nationale de sauvetage en mer (SNSM) portent son nom :
  - le canot tous temps de 11,50 m Capitaine de Vaisseau L'Herminier, en service de 1955 à 1986, à Calvi puis à Bonifacio ;
  - le canot tous temps de 17,60 m SNS 063 Capitaine de Vaisseau L'Herminier II, en service depuis 1988 à Bonifacio.
- Une caserne de gendarmerie nationale de près de 9 hectares en centre ville de Toulouse regroupant gendarmes mobiles et départementaux porte aussi ce nom.
- Un collège, à La Seyne-sur-Mer (Var), porte son nom.
- À Paris, la rue du Commandant L'Herminier porte son nom depuis 1963. La place du Commandant Jean L'Herminier de Nantes, donnant sur le quai de la Fosse, porte également son nom, une rue à Saint Malo (Ille-et-Vilaine), à Plérin (Côtes d'Armor) et à Berguette (Pas-de-Calais) ainsi qu'un square donnant sur le port de Brest et une rue au Relecq-Kerhuon près de Brest, une rue porte son nom dans la ville d'Aubervilliers, une avenue à Saint-Michel-Chef-Chef (Loire-Atlantique) et un quai du port de pêche à Pornic (Loire-Atlantique). De plus une rue de la ville de Villeurbanne (ville voisine de Lyon) porte le nom d'avenue Commandant-L'Herminier elle est située dans le quartier Gratte-Ciel. Le quai du port de commerce d'Ajaccio porte son nom ainsi qu'une rue à Bastia (Corse), une à Maussane-les-Alpilles (Bouches du Rhône) et une autre à L’Haÿ-les-Roses (Val-de-Marne). Une rue du Pouliguen (Loire-Atlantique) porte également son nom. Une avenue du Commandant L'Herminier existe à Martigues (Bouches du Rhône). Une rue du Havre (Seine-Maritime) et un quai longeant le canal à Roanne (Loire) portent également son nom (bien qu'orthographié "Lherminier" dans ce dernier cas)[23].
- La préparation militaire marine de Roanne porte son nom.